# 曾光 (1946年)
曾光（1946年5月22日—），男，北京人，中国流行病学家。现任中华人民共和国国家卫生健康委员会高级别专家组成员、中国疾病预防控制中心流行病学首席科学家。

## 生平
1946年5月22日出生于北京。1970年毕业于河北医学院，从事9年农村医疗工作。1982年（一说1983年）毕业于中国协和医科大学，获硕士学位。1985年至1986年是美国疾病控制与预防中心访问学者。从1980年代起，长期从事流行病学和公共卫生对策研究。曾参与总结唐山地震、1998年洪水等多次特大自然灾害后公共卫生服务经验。2003年非典期间，曾光是卫生部流行病学专家组组长和国务院非典型肺炎督导组成员。
曾光是中国现场流行病学培训项目创始人、执行主任；兼任北京市人民政府参事，中华医学会卫生学分会主任委员。主编有《人类禽流感防治问答》、《中国公共卫生与健康新思维》《现代流行病学方法与应用》等书籍。

## 所获荣誉
吴阶平-保罗杨森医学药学奖特殊贡献奖
全国五一劳动奖章